# Titularbistum Lerus
Das Bistum Lerus (ital.: Diocesi di Lero, lat. Dioecesis Leriensis) ist ein Titularbistum der römisch-katholischen Kirche.
Es geht zurück auf ein früheres Bistum auf der Insel Leros, einer der südlichen Sporaden in der Ägäis, die in der Spätantike zur römischen Provinz Insulae gehörte. Das Bistum gehörte der Kirchenprovinz Rhodos an.
| Titularbischöfe von Lerus |                                                            |                                                                               |                   |                   |
| Nr.                       | Name                                                       | Amt                                                                           | von               | bis               |
| 1                         | Louis-Marie Deveaux MEP                                    | Apostolischer Koadjutorvikar von Hanoi (Vietnam)                              | 15. Februar 1745  | 1. Januar 1756    |
| 2                         | Joseph Christian Franz zu Hohenlohe-Waldenburg-Bartenstein | Koadjutorbischof von Breslau (Preußen)                                        | 3. August 1789    | 5. Januar 1795    |
| 3                         | Emanuel von Schimonsky                                     | Weihbischof in Breslau (Preußen)                                              | 18. Dezember 1797 | 3. Mai 1824       |
| 4                         | Vicenzo Annovazzi                                          | Weihbischof in Civitavecchia (Kirchenstaat)                                   | 3. Juli 1826      | 15. Februar 1838  |
| 5                         | Crescencio Carrillo y Ancona                               | Koadjutorbischof von Yucatán (Mexiko)                                         | 27. März 1884     | 15. Februar 1887  |
| 6                         | Louis Couppé MSC                                           | Apostolischer Vikar von Neupommern (Deutsch-Neuguinea, heute Papua-Neuguinea) | 28. Dezember 1889 | 18. Dezember 1925 |
| 7                         | Enrico Pascal Valtorta PIME                                | Apostolischer Vikar von Hongkong (Hongkong, heute China)                      | 8. März 1926      | 11. April 1946    |
| 8                         | Emile-Arsène Blanchet                                      | emeritierter Bischof von Saint-Dié (Frankreich)                               | 10. Oktober 1946  | 10. Mai 1960      |
| 9                         | Luigi Dadaglio Titularerzbischof pro hac vice              | Apostolischer Nuntius Kurienerzbischof                                        | 28. Oktober 1961  | 25. Mai 1985      |